# Zona con necesidades de transformación social
Delimitación administrativa empleada en la Junta de Andalucía, también conocida por sus siglas ZNTS. Son espacios urbanos en los que muchos de sus habitantes se encuentran en condiciones de exclusión social, situación estructural de pobreza grave y marginación.

## Características
Las zonas con necesidades de transformación social (ZNTS) presentan importantes problemas en los siguientes campos:
- Desintegración social: familias desestructuradas, adicciones
- Déficit de infraestructura, viviendas, equipamiento y servicios públicos: Deterioro urbanístico
- Absentismo y fracaso escolar elevado.
- Alto nivel de desempleo: falta de formación profesional
- Deficiencias higiénico-sanitarias

Hay un alto riesgo de exclusión social, por la alta concentración de población con dificultades de incorporación al mercado laboral, y la alta resistencia para el reciclaje laboral. Las mujeres desempeñan roles tradicionales en los ámbitos domésticos y de empleabilidad. 
Hay graves problemas relacionados con drogodependencias, desempleo, empleos en precario, economía sumergida y conductas de riesgo. Estas zonas se caracterizan por una baja cohesión social, poca participación ciudadana, y la presencia de inmigrantes y emigrantes españoles con graves necesidades personales y familiares, personas procedentes de Instituciones de Protección de Menores, personas exreclusas, así como liberados condicionales, y personas que no pueden acceder a prestaciones de rentas mínimas de inserción o prestaciones de similar naturaleza.
El estigma que pesa sobre estas zonas es una dificultad añadida para la integración en el mundo laboral.

## Objetivos de la intervención en las ZNTS
Desde una intervención democratizadora que, "pensando en lo global", se actúa en lo local, en lo concreto, de manera justa, solidaria, equilibrada y sostenible bajo un modelo de bienestar social
- Prevenir y combatir la exclusión social promoviendo el desarrollo de acciones que den respuesta a las necesidades reales que sufre la población en ZNTS.
- Desarrollar un modelo de intervención integral en estas zonas para posibilitar la inclusión sociolaboral de personas en riesgo o situación de exclusión social así como el desarrollo y promoción socioeconómica del territorio
- Mejorar los niveles de profesionalización de la intervención, mediante de la formación y reciclaje profesional de los técnicos que ejecutan las acciones
- Crear sinergias desarrollando y captando nuevos recursos, optimizando los existentes, e impulsando y desarrollando iniciativas integrales
- Mejorar el conocimiento de las ZNTS, la situación y evolución del fenómeno de la exclusión social y de nuevas estrategias para combatirla mediante la realización de estudios y trabajos técnicos
- Informar y sensibilizar a la opinión pública sobre la problemática de la exclusión social
- Transferir, compartir e intercambiar conocimientos, experiencias y productos elaborados
- Estructurar un sistema de gestión, seguimiento y evaluación de acciones que posibilite la mejora de la calidad de los servicios prestados

## Intervenciones
La Consejería para la Igualdad y Bienestar Social de la Junta de Andalucía tiene entre sus objetivos prioritarios transformar la realidad social de éstos espacios urbanos deprimidos de Andalucía, por medio de intervenciones integrales que mejoren las condiciones sociales y eliminen las etiquetas que rebajan la posición social de sus ciudadanos.
Andalucía cuenta con el Decreto 202/89 de 3 de octubre, por el que se crea el Plan de Barriadas de Actuación preferente, y, posteriormente, con la Orden anual de convocatoria de ayudas públicas, que es actualmente el instrumento fundamental para la intervención en Zonas con Necesidad de Transformación Social enfocado en la mejora continua de la calidad de los servicios ofrecidos a la ciudadanía, rentabilizando al máximo los recursos.
Para intentar solucionar los problemas que se generan en estas zonas intervienen distintas Consejerías, como Bienestar Social e Igualdad, la Consejería de Salud, Empleo, Educación, Obras Públicas y Vivienda, y Turismo Comercio y Deportes que trabajan de manera integrada e interrelacionada. Delegados de todas estas Consejerías forman parte de la Comisión de Seguimiento de Zonas con necesidad de transformación social.
La atención e intervención en las ZNTS, son también un modo de reducir las desigualdades en salud. Para ello, la mejora de la Salud Pública en ésta Comunidad Autónoma presta especial atención a situaciones de desigualdad, con el objetivo de conseguir la cohesión social por medio de actuaciones dirigidas a facilitar el trabajo en éste campo a todos los profesionales implicados en estas zonas. 
Estos profesionales de la salud trabajan coordinada y conjuntamente con profesionales de distintos sectores públicos como la vivienda, la educación, el empleo, la innovación, el bienestar social para establecer un proyecto de intervención en las ZNTS de Andalucía. 
En esta tarea, el Servicio Andaluz de Salud ha puesto en marcha medidas de incentivación para los profesionales de salud que trabajan en ZNTS, para lo cual empieza por identificar los Centros de Atención Primaria ubicados en ZNTS, en las denominadas Zonas de Actuación Preferente (Resolución 1069/2006 del Servicio Andaluz de Salud). También se establecen objetivos específicos ligados a incentivos en el contrato programa SAS-Distritos, así como retribuciones específicas para los profesionales que participan en intervenciones en estas zonas. 
A través de la intervención promovida se actúa, de forma integrada e interrelacionada, en los ámbitos que determinan y configuran el proyecto o situación de una persona y de un territorio: capital social, cultural y económico, incorporando en la intervención los principios de innovación, complementariedad, capacitación, transferibilidad e igualdad de oportunidades
Además se ha puesto en marcha un plan de formación y actualización de estrategias de intervención dirigidas a profesionales y directivos, así como un foro para profesionales ubicado en la Escuela Andaluza de Salud Pública.

## Las ZNTS en el Decreto-ley 7/2013, de 30 de abril, de medidas extraordinarias y urgentes para la lucha contra la exclusión social en Andalucía
El Decreto-ley 7/2013, de 30 de abril, de medidas extraordinarias y urgentes para la lucha contra la exclusión social en Andalucía conforma la adopción, entre otras, de algunas medidas específicas para reforzar y ampliar las actuaciones en las Zonas con Necesidades de Transformación Social. En este sentido, el artículo 3.3 del mencionado Decreto, establece que: “A los efectos de este Decreto-ley se consideran Zonas con Necesidades de Transformación Social aquellos espacios urbanos concretos y físicamente delimitados, en cuya población concurran situaciones estructurales de pobreza grave y marginación social. Las Zonas con Necesidades de Transformación Social se determinan en el Anexo I de este Decreto-ley”.